# Parafia św. Jana Chrzciciela w Baranowie
Parafia Świętego Jana Chrzciciela w Baranowie – parafia rzymskokatolicka w Baranowie, należąca do archidiecezji lubelskiej i Dekanatu Michów. Została erygowana w 1550. Mieści się przy Rynku.